# Aloina bifrons
Aloina bifrons är en bladmossart som beskrevs av Delgadillo M. 1973. Aloina bifrons ingår i släktet toffelmossor, och familjen Pottiaceae. Inga underarter finns listade i Catalogue of Life.